# Mozilla Firefox 3
Mozilla Firefox 3是Mozilla Firefox網頁瀏覽器的一个版本，發佈於2008年6月17日。
Firefox 3.0採用Gecko排版引擎的1.9版本來渲染網頁。相較於Firefox 2.0，新版本修正了非常多的錯誤，也增加對網頁標準的相容性，還有許多新的APIs提供開發者使用。其他新特性包括重新設計的下載管理員、新的「Place」系統來儲存書籤和瀏覽紀錄以及在各種作業系統上更有一致性的佈景主題。

## 發展
Firefox 3.0的開發代號為大帕拉迪索山，如同其他版本的Firefox開發代號一樣，是一個真實的地名，是格拉耶山第七高的一座山。
2006年10月13日，開發小組向各位徵求意見，把使用者想要的功能納入到Firefox 3中。
Mozilla基金會在2007年11月19日釋出了第一個測試版，2007年12月18日釋出了第二個測試版，第三個測試版在2008年2月12日發佈，第四個測試版在2008年3月10日，第五個則在2008年4月2日。第一個候選版本於2008年5月16日發佈，第二個候選版本於2008年6月4日發佈，第三個候選版本（修正MAC上一個嚴重的錯誤）於2008年6月11日發佈，2008年6月17日正式版推出。

## 變化和特色

### 後端變化
Firefox 3最重要的變化就是加入了新版本的排版引擎Gecko 1.9。新版本的排版引擎修正了非常多的錯誤，也增加對網頁標準的相容性，還有許多新的APIs。某方面來說，新的排版引擎讓Firefox 3成為了Mozilla釋出的瀏覽器中第一個通過網頁標準測試Acid2的產品，而在更進階的測試Acid3中，Firefox 3的分數也比Firefox 2高。
Firefox 3使用新的記憶體回收器─jemalloc，而不使用舊有的libc。
Gecko 1.9使用了Cairo做為新的圖形處理引擎，提供更佳的圖像處理效能，和更一致性的圖形表現。另外因為cairo並不支援Windows 95、Windows 98、Windows Me和Windows NT（4.0和更舊的版本），微軟也在2006年7月11日停止了Windows 98和Windows Me的支援，因此Firefox 3將不能在上述的作業系統上執行。同樣的，Mac版本的的Firefox 3將只能運行在Mac OS X 10.4以上的版本，而且將會使用原生的「Cocoa」元件。

### 前端變化

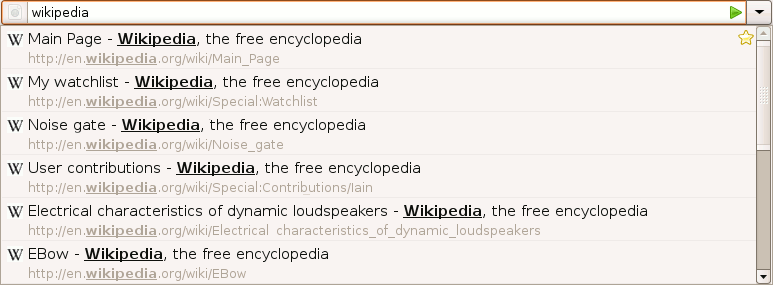
Firefox 3的位址列自動完成清單功能

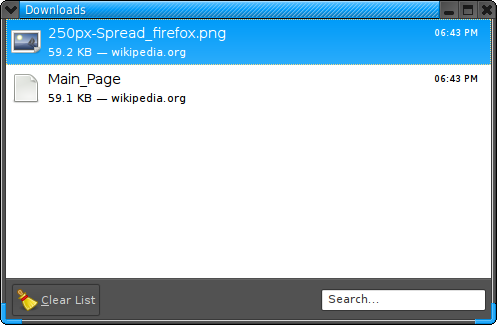
Firefox 3的下載管理員

而對於前端的改變，Firefox採用了重新設計的下載管理員，並且內建了搜尋以及恢復下載的能力。Firefox 3使用了新的「Place」系統來儲存書籤和瀏覽紀錄，內部使用SQLite來儲存資料，該系統可讓使用者儲存更多的資訊在書籤和瀏覽紀錄上，甚至讓使用者加上標籤來歸類，另外也新增了位址列自動完成清單的功能。

### 外觀和介面改變
為了讓瀏覽器的外觀現在能夠在各種作業系統上更有一致性並更高度的結合，Firefox 3已經有分別為Mac OS X、Linux、Windows XP和Windows Vista建立的預設佈景主題。使用者使用GNOME桌面時，Firefox 3會從桌面環境取得圖示，因此當桌面環境改變設定時，Firefox也會跟著改變。
Firefox 3的預設按鈕圖示也有相當大的變化，現在「上一頁」、「下一頁」的按鈕採用了類似鑰匙孔的造型，但是由於Linux有許多不同的發行版本和佈景主題，因此難以統合，所以在Linux上不會出現這種設計。

## 使用率
根據Net Applications市場研究機構調查結果，Firefox 3測試版的市佔率在2008年5月迅速增加到了0.62%，Net Applications認為這代表了Firefox 3測試版已相當穩定，使用者已經漸漸將它當作主要的瀏覽器。Firefox 3.0發布後的24小時內，Net Applications的使用率從1%以下上升到3%以上。在2009年4月份達到了高峰，為21.17％，隨著使用者切換到Firefox 3.5及更高版本的Firefox 3.6而下降。

### 金氏世界紀錄
為了慶祝Firefox 3正式版在2008年6月17日推出，Mozilla基金會發起了一個名為「Download Day 2008」的活動。目標是挑戰24小時之內軟體被下載次數最多的紀錄。
該活動於6月17日上午11:16 PDT （18:16 UTC）正式展開。然而蜂湧而至的下載量導致伺服器癱瘓，逾有一段時間無法進行下載，隨後活動延至12:00 PDT（19:00 UTC），比原計劃晚了兩個小時。

2008年6月17日至2008年7月2日的Mozilla Firefox 3全球下載熱圖

6月18日上午11:16PDT（18:16 UTC）活動結束，下載量得到8,249,092次。7月2日，Mozilla宣布突破了紀錄，得到來自全球超過25個國家8,002,530次下載。截至2008年7月7日，已經有超過3100萬人下載了Firefox 3。
金氏世界紀錄經理Gareth Deaves讚揚Mozilla，表示：「在24小時內動員超過800萬的網路使用者是一項驚人的成就，我們對於Mozilla社群的辛勤工作和奉獻精神表示敬佩」。

## 外部連結
- Mozilla Firefox官方網站（页面存档备份，存于）